# Eugen Dasović
Eugen Dasović (ur. 1 grudnia 1896 w Podravskiej Slatinie, zm. 7 lutego 1980 w Zagrzebiu) – chorwacki piłkarz, występujący na pozycji prawego obrońcy. Uważany za jednego z najlepszych chorwackich i jugosłowiańskich obrońców przed II wojną światową.

## Kariera klubowa
Dasović zaczynał grę w piłkę nożną w roku 1912, w miejscowości Petrinja, gdzie Eugen odbywał służbę w szkole wojskowej. Już rok później, w roku 1913 Dasović został członkiem najlepszej chorwackiej drużyny, HAŠK-a Zagrzeb, gdzie grał aż do roku 1924, w którym to tuż przed IO 1924 w Paryżu przeszedł do czeskiej drużyny DFC Praga. Dasović wrócił jednak z Pragi do Zagrzebia już w roku 1925 i podpisał kontrakt z zespołem Građanski Zagrzeb, gdzie grał aż do końca kariery, czyli do 1930 roku.
- HAŠK Zagrzeb, 1913 – 1924
- DFC Prag, 1924
- Građanski Zagrzeb, 1925 – 1930

## Kariera reprezentacyjna
Dasović wystąpił w 26 spotkaniach reprezentacji miasta Zagrzebia i 10 w reprezentacji Jugosławii. W reprezentacji zadebiutował 3 czerwca 1923 w rozgrywanym w Krakowie spotkaniu przeciwko Polsce wygranym przez Jugosławię 2:1. W tym meczu narodziła się jedna z najlepszych przedwojennych jugosłowiańskich formacji obronnych, którą tworzyli Dragutin Friedrich, Stjepan Vrbančić i właśnie Dasović. Ostatni raz reprezentacyjną koszulkę Eugen ubrał 28 października 1927 w Pradze w spotkaniu przeciwko Czechosłowacji, przegranym przez ekipę „Plavich” 3:5.
Dasović wraz z reprezentacją Jugosławii wystąpił na IO 1924 w Paryżu, gdzie zupełnie im się nie powiodło – już w pierwszym eliminacyjnym meczu natrafili na najlepszą ówczesną drużynę świata, reprezentację Urugwaju, której ulegli wyraźnie 0:7. Kapitalny mecz rozgrywali dwaj bohaterowie całych igrzysk, Héctor Scarone i José Pedro Cea, którzy zdobyli po dwie bramki.
- 1. 3 czerwca 1923 Kraków,  Polska –  Królestwo SHS 1:2
- 2. 10 czerwca 1923 Bukareszt,  Rumunia –  Królestwo SHS 1:2
- 3. 28 października 1923 Zagrzeb,  Królestwo SHS – Czechosłowacja 4:4
- 4. 10 lutego 1924 Zagrzeb,  Królestwo SHS –  Austria 1:4
- 5. 26 maja 1924 Paryż,  Królestwo SHS –  Urugwaj 0:7
- 6. 10 kwietnia 1927 Budapeszt,  Węgry –  Królestwo SHS 3:0
- 7. 10 maja 1927 Bukareszt,  Rumunia –  Królestwo SHS 0:3
- 8. 15 maja 1927 Sofia,  Bułgaria –  Królestwo SHS 0:2
- 9. 31 lipca 1927 Belgrad,  Królestwo SHS – Czechosłowacja 1:1
- 10. 28 października 1927 Praga, Czechosłowacja –  Królestwo SHS 5:3

Dasović zmarł 7 lutego 1980 w Zagrzebiu, w wieku 84 lat. Do końca życia był pamiętany jako jeden z najlepszych przedwojennych jugosłowiańskich i chorwackich obrońców.